# 哈尔多尔·斯卡尔
哈尔多尔·斯卡尔（挪威語：Halldor Skard，1973年4月11日—），挪威男子北欧两项运动员。他曾代表挪威参加1998年冬季奥林匹克运动会北欧两项比赛，获得一枚金牌。他也获得过两枚世界北欧式滑雪锦标赛奖牌。